# Bawragai
Bawragai é uma cidade do Afeganistão, localizada na província de Balkh.